# Rachel Heuberger
Rachel Heuberger (* 1951 in Tel Aviv, Israel) ist eine israelische Historikerin und Bibliothekarin. Bis 2019 war sie Leiterin der Hebraica- und Judaica-Abteilung der Universitätsbibliothek Johann Christian Senckenberg in Frankfurt am Main.

## Leben
Rachel Heuberger wurde in Israel als Kind von Holocaust-Überlebenden geboren und wuchs in Frankfurt am Main auf. Sie studierte an der Hebräischen Universität Jerusalem Geschichte, Jüdische Geschichte und Pädagogik. Sie promovierte mit einer Dissertation über Aron Freimann und die Wissenschaft des Judentums. 1986 legte sie ihr zweites Staatsexamen in Bibliothekswissenschaft ab.
1991 wurde sie Leiterin der Hebraica- und Judaica-Abteilung der Universitätsbibliothek Frankfurt und war für die Sammelschwerpunkte Judentum und Israel, ab 2016 für den Fachinformationsdienst Jüdische Studien zuständig. Seit den 1990ern hat sie die Digitalisierung der historischen Judaica-Bestände der Bibliothek umgesetzt, die in mehreren Online-Portalen im Netz zur Verfügung stehen. Am bekanntesten sind Compact Memory und die Freimann-Sammlung.
Ehrenamtlich engagiert sich Rachel Heuberger als Gemeinderätin und Vorsitzende des Gemeinderats der Jüdischen Gemeinde Frankfurt sowie in verschiedenen Kommissionen. Sie ist Mitglied des wissenschaftlichen Beirats der Stiftung Neue Synagoge Berlin – Centrum Judaicum sowie im Vorstand der Gesellschaft der Freunde der Universitätsbibliothek, der Kommission für die Geschichte der Juden in Hessen, der Freunde des Fritz Bauer Instituts und der Freunde und Förderer des Leo Baeck Instituts.
Rachel Heuberger war mit Georg Heuberger, dem ersten Direktor des Jüdischen Museums in Frankfurt, verheiratet.

## Publikationen

### Bücher (Auswahl)
- Mit Helga Krohn: Hinaus aus dem Ghetto... Juden in Frankfurt am Main 1800-1950. Begleitbuch zur ständigen Ausstellung des Jüd. Museums d. Stadt Frankfurt am Main.  Fischer, Frankfurt am Main 1988, ISBN 3-10-031407-7.
- Hebräische Drucke und Druckorte im Frankfurter Raum. Eine Ausstellung der Stadt- und Universitätsbibliothek Frankfurt a. M., 27. Februar bis 11. März 1994.
- Bibliothek des Judentums. Die Hebraica- und Judaica-Sammlung der Stadt- und Universitätsbibliothek Frankfurt am Main – Entstehung, Geschichte und heutige Aufgaben (= Frankfurter Bibliotheksschriften; 4). Klostermann, Frankfurt am Main 1996, ISBN 3-465-02863-5.
- Mit Salomon Korn: Die Synagoge am Frankfurter Börneplatz.  Jüdisches Museum, Frankfurt am Main 1996.
- Mit Regine Schneider: Koscher kochen. 36 Klassiker der jüdischen Küche und ihre Varianten. Eichborn, Frankfurt am Main 1999, ISBN 3-8218-0678-8.
- Mit Regine Schneider: Koscher Style: 80 köstliche Rezepte aus der jüdischen Küche. Coll. Rolf Heyne, München 2004, ISBN 3-89910-217-7.
- Aron Freimann und die Wissenschaft des Judentums (= Conditio Judaica. 51). Niemeyer, Tübingen 2004, ISBN 3-484-65151-2.
- Rabbiner Nehemias Anton Nobel: die jüdische Renaissance in Frankfurt am Main (= Schriftenreihe des Jüdischen Museums Frankfurt am Main; 8). Societätsverlag, Frankfurt am Main 2005, ISBN 3-7973-0926-0.
- Rabbi Nehemiah Anton Nobel: the Jewish Renaissance in Frankfurt am Main (= Schriftenreihe des Jüdischen Museums Frankfurt am Main; 9). Societätsverlag, Frankfurt am Main 2007, ISBN 978-3-7973-1041-5; ISBN 3-7973-1041-2.
- Aron Freimann. Bibliograph, Historiker, Bibliothekar, Gemeindevorsitzender (= Jüdische Miniaturen. Bd. 261). Hentrich & Hentrich, Leipzig 2020, ISBN 978-3-95565-417-7.

### Herausgeberschaften
- Mitherausgeberin der Online-Zeitschrift Judaica Librarianship des Association of Jewish Libraries, USA.
- Mit Alexa Brum u. a.: Ich bin, was ich bin, ein Jude. Jüdische Kinder in Deutschland erzählen. Mit einem Vorw. von Ignatz Bubis. Kiepenheuer und Witsch, Köln 1995, ISBN 3-462-02430-2.
- Mit Alexa Brum u. a.: Kinderwelten. Ein jüdisches Lesebuch. Kovar, Eichenau 1996, ISBN 3-925845-70-4.
- Mit Micha Brumlik u. a.: Reisen durch das Jüdische Deutschland. DuMont-Literatur-und-Kunst-Verlag, Köln 2005, ISBN 3-8321-7932-1; ISBN 978-3-8321-7932-8.
- Mit Helga Krohn: Ein Amerikaner in Frankfurt am Main: der Mäzen und Sozialreformer Charles Hallgarten (1838–1908). Klostermann, Frankfurt am Main 2008, ISBN 978-3-465-03589-3.